# 阿德蒙特科格爾山

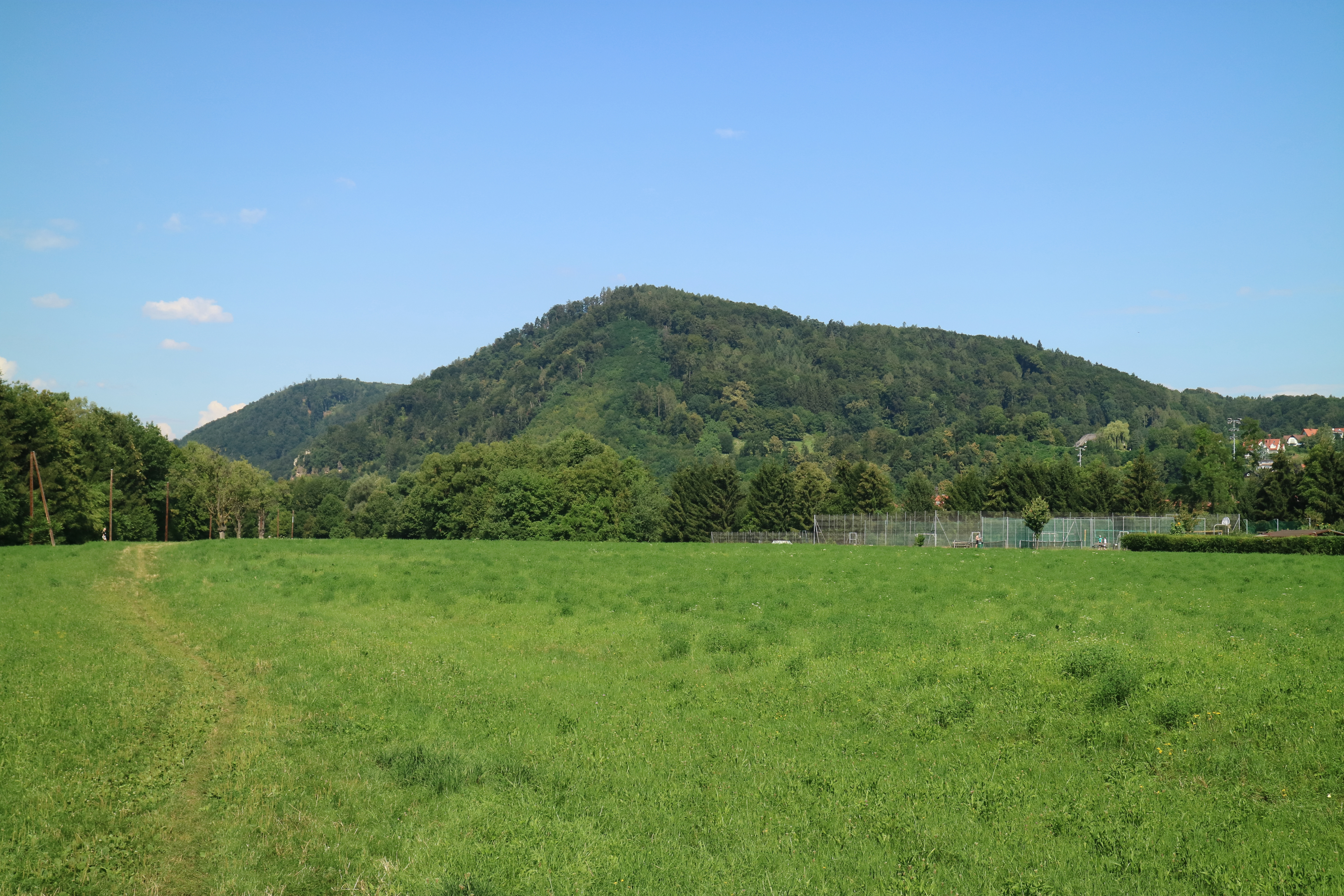

47°06′51″N 15°23′50″E / 47.114303°N 15.397182°E
阿德蒙特科格爾山（德語：Admonter Kogel），是奧地利的山峰，位於該國東南部，由施泰爾馬克州負責管轄，屬於科拉爾佩山的一部分，距離坎采爾科格爾山1公里，海拔高度566米，每年平均降雨量1,671毫米。